# 150 let
150 let je album Pihalnega orkestra SVEA Zagorje, ki je izšel ob obletnici orkestra na glasbenem CD in video DVD plošči leta 2011 pri založbi ZKP RTV Slovenija.
Albumu je priložena tudi knjižica s predstavitvijo delovanja orkestra.

## Seznam posnetkov
| CD              | CD                                                | CD                   | CD                                                                  | CD                 | CD      |
| Št.             | Naslov                                            | Besedilo             | Glasba                                                              | Priredba           | Dolžina |
| --------------- | ------------------------------------------------- | -------------------- | ------------------------------------------------------------------- | ------------------ | ------- |
| 1.              | „Bitka na Neretvi‟ (1981)                         |                      | N. Kalogjera                                                        | L. Leško           | 2:46    |
| 2.              | „Ptuj 76‟ (1984)                                  |                      | T. Kuder                                                            |                    | 3:31    |
| 3.              | „Coklarski ples / Clog-Shoe Dance‟ (1984)         |                      | J. Penders                                                          |                    | 2:45    |
| 4.              | „Fascinating Drums‟ (1984)                        |                      | T. Huggens                                                          |                    | 2:56    |
| 5.              | „Happy Polka 2‟ (1991)                            |                      |                                                                     | H. Auer-Ansbach    | 3:47    |
| 6.              | „Bohemian Rhapsody‟ (1993)                        |                      | F. Mercury                                                          | N. Studnitzky      | 6:25    |
| 7.              | „Root Beer Rag‟ (1993)                            |                      | B. Joel                                                             | M. Sweeney         | 2:58    |
| 8.              | „Selections from The Phantom of the Opera‟ (1994) |                      | A. L. Webber                                                        | W. Barker          | 11:55   |
| 9.              | „Malagueña‟ (1998)                                |                      | E. Lecuona                                                          | S. Nestico         | 3:48    |
| 10.             | „St. Louis Blues‟ (1998)                          |                      | W. C. Handy                                                         | H. Herrmannsdörfer | 3:26    |
| 11.             | „La Virgen de la Macarena‟ (1998)                 |                      |                                                                     | C. Custer          | 3:35    |
| 12.             | „Deep Purple Medley‟ (2001)                       |                      | R. Blackmore, J. Lord, D. Coverdale, I. Paice, R. Glover, I. Gillan | T. Sahashi         | 5:12    |
| 13.             | „Sprenevedanja‟ (2001)                            |                      | B. Adamič                                                           |                    | 7:56    |
| 14.             | „Ko boš prišla na Bled‟ (2006)                    | F. Milčinski – Ježek | B. Adamič                                                           | L. Krajnčan        | 3:10    |
| 15.             | „Al' me boš kaj rada imela‟ (2006)                |                      | E. Glavnik                                                          | V. Mustajbašić     | 4:49    |
| 16.             | „Lastovke‟ (2006)                                 | M. Jesih             | J. Robežnik                                                         | L. Krajnčan        | 4:11    |
| 17.             | „Encijan‟ (2006)                                  |                      | V. Štrucl                                                           |                    | 3:25    |
| Skupna dolžina: | Skupna dolžina:                                   | Skupna dolžina:      | Skupna dolžina:                                                     | Skupna dolžina:    | 77:04   |

| DVD             | DVD                                   | DVD                  | DVD | DVD             | DVD     |
| Št.             | Naslov                                | Besedilo             | Glasba | Priredba        | Dolžina |
| --------------- | ------------------------------------- | -------------------- | --- | --------------- | ------- |
| 1.              | „Bohemian Rhapsody‟ (videospot 1996)  |                      | F. Mercury | N. Studnitzky   | 6:20    |
| 2.              | „Root Beer Rag‟ (videospot 1997)      |                      | B. Joel | M. Sweeney      | 2:40    |
| 3.              | „A Tribute to Elvis‟ (videospot 1998) |                      | E. Presley, V. Matson, O. Blackwell, M. B. Axton, T. Durden, C. L. Perkins, G. D. Weiss, H. Peretti, L. Creatore | J. Christensen  | 7:14    |
| 4.              | „Deep Purple Medley‟ (videospot 2001) |                      | R. Blackmore, J. Lord, D. Coverdale, I. Paice, R. Glover, I. Gillan                                              | T. Sahashi      | 5:12    |
| 5.              | „ODDAJA TV SLOVENIJA‟ (2006)          |                      | |                 |         |
| 51.             | „Triglav, moj dom‟                    |                      | J. Gregorc |                 |         |
| 52.             | „Lastovke‟                            | M. Jesih             | J. Robežnik | L. Krajnčan     |         |
| 53.             | „Veselo naprej‟                       |                      | V. Štrucl |                 |         |
| 54.             | „Ko boš prišla na Bled‟               | F. Milčinski – Ježek | B. Adamič | L. Krajnčan     |         |
| 55.             | „Encijan‟                             |                      | V. Štrucl |                 |         |
| 56.             | „Al' me boš kaj rada imela‟           |                      | E. Glavnik | V. Mustajbašić  |         |
| 57.             | „Slovenec sem‟                        | J. Gomilščak         | G. Ipavec | J. Golob        |         |
| 58.             | „Slovenija, odkod lepote tvoje‟       |                      | V. Ovsenik, S. Avsenik                                                                                           | F. Puhar        |         |
| 59.             | „Domovini‟                            | J. Razlag            | B. Ipavec | L. Leško        |         |
| Skupna dolžina: | Skupna dolžina:                       | Skupna dolžina:      | Skupna dolžina:                                                                                                  | Skupna dolžina: | 55:00   |

## Sodelujoči

### Pihalni orkester SVEA Zagorje
- Edvard Eberl – dirigent pri posnetkih 1 do 7 in 9 do 13 (ter 1 do 4 na DVD)
- Emil Krečan – dirigent pri posnetku 8
- Peter Kuder – dirigent pri posnetkih 14 do 17 (ter 5 na DVD)

### Pevci
- Neva Marn – vokal na posnetkih 14 in 16 (ter 52 in 54 na DVD)
- Rihard Majcen – basbariton na posnetkih 57 in 59 na DVD
- Blaž Rojko – tenor na posnetku 59 na DVD

### Produkcija
- Tomaž Tozon – producent
- Zoran Ažman – snemalec
- Vinko Rojc – tonski mojster
- Sašo Groboljšek – tonski tehnik in snemalec
- Igor Podpečan – producent in tonski mojster
- Miro Prljača – priprava za mastering CD
- Jure Tori – oblikovanje
- Izidor Farič
- Tomaž Švigelj – režiser
- Sergej Dolenc – producent
- Tanja Likeb – producentka
- Danijel Celarec – redaktor
- Danica Dolinar – urednica